# Wojciech Onitzch
Wojciech Onitzch (ur. 22 kwietnia 1905 w Lublinie, zm. 13 lutego 1983 w Warszawie) – polski architekt, docent Politechniki Warszawskiej.

## Życiorys
Po ukończeniu Państwowego Gimnazjum Matematyczno-Przyrodniczego w Kielcach studiował na Wydziale Architektury Politechniki Warszawskiej. Po ukończeniu nauki w 1935 otrzymał posadę architekta powiatowego w Makowie Mazowieckim, a następnie pracował w Zarządzie Miejskim w Poznaniu jako kierownik pracowni dzielnicowej. W 1938 powrócił do Warszawy gdzie został zatrudniony w Biurze Planu Zarządu Miejskiego miasta stołecznego Warszawy. Był kierownikiem pracowni dzielnicy Praga. 
Walczył podczas kampanii wrześniowej i w powstaniu warszawskim, przez całą okupację uczestniczył w tajnym nauczaniu architektury Politechniki Warszawskiej. 
Od 1946 w Głównym Urzędzie Planowania Przestrzennego, a następnie jako główny projektant Państwowego Biura Projektów. W 1961 został kierownikiem Zakładu Planowania Obszarów Rekreacji oraz kierownikiem Studium Podyplomowego Planowania Przestrzennego, równolegle pełnił obowiązki kierownika Katedry Planu Przestrzennego. Był autorem sześciu publikacji dotyczących realizacji architektonicznej obiektów kubaturowych m.in. „Planowanie terenów i urządzeń rekreacyjnych” (1962), „Realizacja Domu Turystyczno-Wypoczynkowego w Zegrzynku k. Warszawy” (1963), „Dworzec PTTK w Szczyrku” (1965).
Był członkiem Sądu Koleżeńskiego oraz sędzią wielu konkursów architektonicznych.

## Członkostwo
- Towarzystwo Urbanistów Polskich (od 1933);
- Stowarzyszenie Architektów Rzeczypospolitej Polskiej (od 1935) (po 1945 Stowarzyszenie Architektów Polskich);
- Związek Nauczycielstwa Polskiego (od 1945).

## Realizacje
- Osiedle Racławicka Wschodnia (z Teodorem Bursche, Aliną Supińską, Władysławem Rzechowskim i Marianem Sulikowskim);
- Osiedle Kombajn (m.in. z Marianem Sulikowskim)[1];
- Akademia Teatralna (Collegium Nobilium w Warszawie) zMarianem Sulikowskim i Andrzejem Uniejewskim;
- Audytorium Maximum Uniwersytetu Warszawskiego;
- Pałac Przezdzieckich odbudowa na Klub Dyplomatów MSZ.

## Nagrody
- Nagroda w zespole autorskim KUA (1956-61);
- Złota Odznaka Odbudowy Warszawy (1962);
- Nagroda Ministerstwa Szkolnictwa Wyższego (1963).